# Arkadiusz Kasperkiewicz
Arkadiusz Kasperkiewicz (ur. 29 września 1994 w Łodzi) – polski piłkarz, występujący na pozycji obrońcy.
Pochodzi ze sportowej rodziny. Jego matką jest Marzena Wojdecka, lekkoatletka, brązowa medalistka mistrzostw Europy z 1986 roku. Ojciec, Mieczysław Kasperkiewicz był piłkarzem, zdobył Pucharu Polski z Widzewem Łódź w 1985 roku. Ma brata Piotra (ur. 1988), również piłkarza.